# 1950年の日本
1950年の日本（1950ねんのにほん）では、1950年（昭和25年）の日本の出来事・流行・世相などについてまとめる。

## 他の紀年法
日本では、西暦の他にも以下の紀年法を使用している。なお、以下の紀年法は西暦と月日が一致している。
- 元号
  - 昭和25年
- 神武天皇即位紀元
  - 皇紀2610年
- 干支
  - 庚寅（かのえ とら）

## 在職者
- 連合国軍最高司令官総司令部: ダグラス・マッカーサー
- 天皇: 裕仁
- 内閣総理大臣: 吉田茂
- 内閣官房長官: 増田甲子七（ - 5月6日）、岡崎勝男（5月6日 - ）
- 最高裁判所長官: 三淵忠彦（ - 3月2日）、田中耕太郎（3月3日 - ）
- 衆議院議長: 幣原喜重郎
- 参議院議長: 佐藤尚武
- 国会: 第7回（常会:  - 5月2日）、第8回（臨時会: 7月12日 - 7月31日）、第9回（臨時会: 11月21日 - 12月9日）

## できごと

### 1月
- 1月1日 - 年齢のとなえ方に関する法律施行。年齢の表示に満年齢を用いるようになる。
- 1月6日 - 二俣事件。
- 1月7日 - 聖徳太子像の千円紙幣(日本銀行券B千円券)発行開始
- 1月8日 - 東大助教授毒殺事件
- 1月12日
  - アチソン米国務長官がアメリカの防衛ラインをフィリピン・沖縄・日本・アリューシャン列島とする事を表明。
  - 国鉄スワローズ（現在の東京ヤクルトスワローズ）設立。
- 1月30日 - 国鉄が80系電車（湘南電車）を完成。長距離用電車の基本となる。

### 2月
- 2月1日 - 朝日新聞と毎日新聞が名古屋市での印刷を再開。
- 2月10日 - 福岡県芦屋町の米空軍芦屋基地の専用鉄道を一般旅客に開放、芦屋線として旅客営業を開始。
- 2月11日 - 熊本県の松尾村で路線バスが溜池に転落し22名死亡。
- 2月18日 - 第1回さっぽろ雪まつり開会。
- 2月28日 - 財田川事件

### 3月
- 3月1日 - 産業経済新聞が東京に進出、現地印刷開始。
- 3月2日 - 女子プロ野球が組織[1]。
- 3月3日 - 田中耕太郎、第2代最高裁判所長官に就任（ - 1960年）
- 3月10日 - 2リーグ分裂後初のプロ野球が開幕。
- 3月13日 - ユニーの前身となる、ほていや設立。
- 3月20日 - 台東会館事件。
- 3月28日 - 明星食品設立。

### 4月
- 4月1日
  - 短期大学制度が発足する。
  - 寿屋（現・サントリー）が「サントリーオールド」を発売。
  - 桃屋が「江戸むらさき」を発売。
- 4月13日
  - 熱海大火。熱海市内の979戸1461棟が焼けた。
  - 牟礼事件
- 4月14日
  - 神奈川県横須賀市の二級国道横須賀大磯線で京浜急行電鉄のトレーラーバスが火災。
- 4月15日 - 元皇族・元首相の東久邇稔彦が「ひがしくに教」を開教。
- 4月21日 - 日本の民間放送ラジオ16社に予備免許が交付。
- 4月22日
  - 日本戦歿学生記念会（わだつみ会）が結成大会。
  - 山本富士子が第1回ミス日本に選ばれる。
- 4月23日 - 神奈川県の丹沢山中に米軍のC54輸送機が墜落し35名死亡。
- 4月30日 - 「図書館法」公布。

### 5月
- 5月1日 - 「精神衛生法」が公布、施行。
- 5月2日 - 「放送法」「電波法」「電波監理委員会設置法」の電波三法が公布。
- 5月3日 - 吉田茂首相が、全面講和論を唱える南原繁東京大学総長を「曲学阿世の徒」とラジオ演説で批判。
- 5月5日 - 宮城県仙台市に建設され当時まだ竣工前であった宮城球場で初のプロ野球試合となる毎日対南海戦と毎日対大映戦の変則ダブルヘッダーが開催される。
- 5月6日 - 南原東大総長、曲学阿世発言を学問への権力的弾圧として反論の声明を発表。
- 5月10日
  - ラジオ東京（KRT。現在のTBSホールディングス=TBS HD）設立。
  - 静岡県小島村で32歳の女性が斧で撲殺される強盗殺人事件が発生。のちに27歳の男性が被疑者として逮捕されたが最終的に冤罪となる。紅林麻雄刑事による冤罪事件の一つ。
- 5月15日 - 西武鉄道上水線（現・拝島線）小川駅 - 玉川上水駅間開業。
- 5月20日 - 昭和天皇の第三皇女孝宮和子内親王が交通博物館事業課員の鷹司平通と結婚された。[2]
- 5月22日 - 琉球列島米国民政府が沖縄・那覇市の首里城跡地に琉球大学を開学。
- 5月30日 - 人民広場事件

### 6月
- 6月 - 正力マイクロ波事件
- 警視庁がパトロールカー導入
- 6月1日 - 電波三法施行。無線通信が一般に開放される。
- 6月4日 - 第2回参議院議員通常選挙が実施された。争点は全面講和か多数講和か。[3]
- 6月6日
  - 住宅金融公庫設立。
  - アメリカ陸軍元帥のマッカーサーが第3次吉田内閣首相の吉田茂あて書簡で日本共産党中央委員24人の公職追放を指令した。[4]
- 6月8日 - 群馬県碓氷峠の信越線熊ノ平駅で土砂崩れの復旧作業中に再び土砂崩れが発生し作業員が生き埋め。50名死亡。
- 6月24日 - 最高裁判所誤判事件を受けての裁判官分限法に基づく懲戒決定。前の最高裁長官による4裁判官への辞職勧告を撤回。
- 6月28日 - 巨人の藤本英雄がプロ野球史上初の完全試合を達成。

### 7月
- 7月1日
  - エスビー食品が「エスビーカレー」を発売。
  - 帝国石油株式会社法が廃止され、帝国石油が民間会社として再出発。
  - 弘南鉄道弘南線津軽尾上駅 - 弘南黒石駅間開業。
- 7月2日 - 臨済宗鹿苑寺の国宝、金閣寺が放火により全焼した。[5]
- 7月5日 - 後楽園球場にナイター設備が完成、プロ野球はナイター時代へ突入。
- 7月8日
  - 朝鮮戦争: 前線の視察から戻ったGHQ司令官マッカーサーが警察予備隊の早急な創設を日本政府に要求。
  - 警視庁がD・H・ローレンス作、伊藤整訳の『チャタレイ夫人の恋人』を猥褻文書として摘発。）
- 7月11日
  - 福岡県小倉市のアメリカ陸軍駐屯地から黒人米兵が多数脱走。脱走者約250名と、小倉警察、米軍MPとの間で市街戦になり翌日までに鎮圧される。
  - 日本労働組合総評議会が結成される。
- 7月12日 - 第8臨時国会召集（7月31日閉会）。

### 8月
- 8月1日
  - 西武おとぎ線開業。
  - 小田急電鉄がロマンスカー（新宿駅 - 箱根湯本駅間）の運行を開始。
  - 北海道苫小牧市の室蘭本線で列車の転覆事故。29名死亡。
  - 大塚化学設立。
- 8月4日から6日まで - 日本水泳連盟がアメリカ合衆国の競泳監督ロバート・キッパス以下の選手団を招き、第3回日米対抗水上競技を開催した。[6]
- 8月10日 - ポツダム政令として警察予備隊令を公布、施行した。自衛隊の前身である警察予備隊が発足。[7]
- 8月11日 - 三鷹事件の判決が東京地裁で言い渡された。[8]
- 8月13日 - 大分県の津久見港で通船「幸丸(ゆきまる)」が転覆。34名死亡。
- 8月15日 - 連島町事件
- 8月24日 - 富士山麓電気鉄道富士吉田駅 - 河口湖駅間開業。

### 9月
- 9月 - 山口組と西海組の抗争事件
- 9月1日
  - 日産自動車が「ダットサン・スリフトセダン」を発売。
  - 富山地方鉄道笹津線南富山駅 - 大久保町駅間延伸開業。
- 9月7日 - 東京証券取引所が現在の算出方式（修正平均株価）で計算を開始（のちの日経平均株価）
- 9月9日 - 競輪で鳴尾事件が発生。
- 9月10日 - 世界ノンプロ野球連盟が第1回の東半球・西半球代表チームによる選手権大会を開催した。[9]
- 9月11日 - セディナの前身となる丸興設立。
- 9月22日 - 日大ギャング事件が発生。
- 9月23日 - 長野県の浅間山が噴火。噴石により登山中の高校生1人が死亡。
- 9月27日 - 伊藤律会見報道事件（3日後に朝日新聞の捏造と発覚）。
- 9月28日 - 毛沢東暗殺陰謀事件にかかわったとされる北京市在住の日本人が逮捕され、のちに犯人として処刑される。
- 9月30日 - 伊藤律会見報道事件

### 10月
- 10月 - 梅田事件
- 10月1日
  - 国鉄で大規模ダイヤ改正。東京駅 - 大阪駅間の所要時間が戦前水準を回復。
  - 熊本電気鉄道上熊本駅 - 北熊本駅間が開業。
- 10月13日 - GHQが1万90人の公職追放令の解除を承認した。[10]
- 10月17日 - 早稲田大学事件
- 10月21日 - 岩手開発鉄道開業。
- 10月29日 - 千葉県船橋市の船橋競馬場で日本初のオートレース開催。

### 11月
- 11月5日 - 高知県の美良布町でバスが川に転落し33名死亡。
- 11月18日 - 国鉄京都駅構内で火災が発生し駅舎が全焼。
- 11月20日から27日 - 長田区役所襲撃事件
- 11月21日 - 第9臨時国会召集（12月9日閉会）。
- 11月27日 - 福井鉄道福武線本町通り駅 - 田原町駅間開業。
- 11月28日 - プロ野球初の日本シリーズであるプロ野球第1回日本選手権試合が開催され、パ・リーグ優勝の毎日がセ・リーグ優勝の松竹を下して日本一となる。

### 12月
- 12月 - 武田薬品工業が栄養保健薬「パンビタン」を発売。
- 12月1日 - 大津地方検察庁襲撃事件
- 12月7日 - 池田勇人蔵相が国会で「貧乏人は麦を食え」と発言。
- 12月10日 - 第10国会召集（1951年6月5日閉会）。
- 12月13日 - 地方公務員法公布。
- 12月15日 - 中部日本放送（CBC）設立。
- 12月18日 - 北海道の小樽港から秋田県へ向っていた石炭貨物船古城丸が沈没。40名死亡。
- 12月27日 - 新日本放送（NJB。現在の毎日放送=MBS、法人としては現在のMBSメディアホールディングス）設立。
- 12月28日 - 毒物及び劇物取締法施行。

## 芸術・文化・ファッション

### 演劇
宝塚歌劇団

### 映画
- 日本戦歿学生の手記 きけ、わだつみの声（監督：関川秀雄）
- また逢う日まで（監督：今井正）
- 羅生門（監督：黒澤明）
- 7月31日 - 近代映画協会設立（新藤兼人、吉村公三郎ら）

## スポーツ
- プロ野球
  - セ・リーグ優勝 - 松竹ロビンス
  - パ・リーグ優勝 - 毎日オリオンズ
  - 日本シリーズ優勝 - 毎日オリオンズ
    - 1950年の大阪タイガース
    - 1950年の近鉄パールス
    - 1950年の国鉄スワローズ
    - 1950年の松竹ロビンス
    - 1950年の大映スターズ
    - 1950年の大洋ホエールズ
    - 1950年の中日ドラゴンズ
    - 1950年の東急フライヤーズ
    - 1950年の南海ホークス
    - 1950年の西鉄クリッパース
    - 西日本パイレーツ（1950年のみ活動）
    - 1950年の阪急ブレーブス
    - 1950年の広島カープ
    - 1950年の読売ジャイアンツ
    - 1950年の毎日オリオンズ

相撲
- 大相撲（幕内最高優勝）
  - 初場所 -
  - 春場所 - 千代ノ山雅信
  - 夏場所 - 東富士謹一
  - 名古屋場所 -
  - 秋場所 - 照國万蔵
  - 九州場所 -

競馬

### 総合競技大会
- 第5回国民体育大会 (愛知国体)

## 誕生

### 1月
- 1月4日 - 丹古母鬼馬二、俳優
- 1月4日 - 横山忠夫、元プロ野球選手
- 1月5日 - 辻正孝、プロ野球選手
- 1月8日 - 吉沢やすみ、漫画家
- 1月9日 - 村井英司、元プロ野球選手
- 1月10日 - 北畑隆生、官僚
- 1月10日 - 中室幹雄、プロ野球選手
- 1月16日 - 山田正紀、小説家
- 1月21日 - 樋沢良信、プロ野球選手
- 1月22日 - 伊藤洋一、ジャーナリスト
- 1月22日 - 海老沢泰久、小説家・ノンフィクション作家 (+ 2009年)
- 1月25日 - 森田芳光、映画監督（+ 2011年）

### 2月
- 2月1日 - 徳川慶朝、日本の写真家、徳川慶喜の曾孫、旧公爵徳川慶喜家当主（+ 2017年[11][12]）
- 2月1日 - 山本譲二、歌手
- 2月1日 - 藤村雅美、高校野球指導者（+ 2007年）
- 2月2日 - 天龍源一郎、プロレスラー
- 2月2日 - 木戸修、プロレスラー
- 2月4日 - 大津あきら、作詞家（+ 1997年）
- 2月6日 - 吾妻ひでお、漫画家（+ 2019年[13]）
- 2月7日 - 飯塚将光、オートレース選手（+ 2014年）
- 2月8日 - 6代目三遊亭円楽、落語家（+ 2022年）
- 2月8日 - 蟹瀬誠一、ジャーナリスト
- 2月9日 - 伊集院静、作家・作詞家
- 2月9日 - 大滝信孝、プロ野球選手
- 2月10日 - 島田洋七、漫才師（B&B）
- 2月13日 - 島田洋八、漫才師（B&B）
- 2月13日 - 竹宮惠子、漫画家
- 2月15日 - 矢島正雄、脚本家・漫画原作者
- 2月18日 - 小阪昇、将棋棋士
- 2月19日 - 貴ノ花利彰、元大関貴ノ花（+ 2005年）
- 2月20日 - 志村けん、コメディアン（ザ・ドリフターズ)（+ 2020年[14]）
- 2月20日 - ばんばひろふみ、歌手
- 2月23日 - 石塚博昭、実業家
- 2月24日 - 服部良一、政治家
- 2月26日 - 渡辺和博、編集者・漫画家（+ 2007年）
- 2月27日 - 九条亜希子、女優
- 2月28日 - 山本順一、元大相撲力士、元親方（+ 2014年）

### 3月
- 3月6日 - 鈴置洋孝、声優、俳優、劇団プロデューサー（+ 2006年）
- 3月8日 - 稲葉真弓、小説家、詩人（+ 2014年）
- 3月11日 - 平口広美、AV男優
- 3月12日 - 吉永みち子、エッセイスト
- 3月16日 - 佐々木譲、小説家
- 3月16日 - 37代木村庄之助、大相撲の元行司
- 3月18日 - 千坂恭二、評論家、思想史家
- 3月18日 - 奥田瑛二、俳優・映画監督
- 3月18日 - 大塚まさじ、フォークシンガー
- 3月19日 - 大受久晃、元大相撲力士
- 3月20日 - 三上寛、フォークシンガー、俳優
- 3月20日 - 畑中純、漫画家（+ 2012年）
- 3月21日 - 残間里江子、プロデューサー
- 3月22日 - 高坂真琴、声優[15]
- 3月24日 - 安田泰一、プロ野球選手
- 3月25日 - きよ彦、着物デザイナー・タレント（+ 2019年[16]）
- 3月30日 - 高橋春男、漫画家
- 3月31日 - 近藤喜文、アニメ映画監督（+ 1998年）
- 3月31日 - 舘ひろし、歌手・俳優

### 4月
- 4月3日 - 森田正光、気象予報士
- 4月3日 - 大谷直子、女優
- 4月4日 - 斉藤哲夫、シンガーソングライター
- 4月5日 - 藤田淑子、声優 （+ 2018年[17]）
- 4月6日 - 加藤安雄、元プロ野球選手
- 4月6日 - 東出康博、プロ野球選手（+ 2012年）
- 4月10日 - 和田アキ子、歌手、タレント
- 4月10日 - 村上悦雄、プロ野球選手
- 4月11日 - 詫摩和文、プロ野球選手
- 4月11日 - 加藤譲司、プロ野球選手
- 4月12日 - 藤田宜永、小説家（+ 2020年）
- 4月12日 - 亘信二、実業家
- 4月16日 - 福永栄助、プロ野球選手
- 4月17日 - 宮本孝男、プロ野球選手
- 4月18日 - 真夏竜、俳優
- 4月19日 - 和田慎二、漫画家（+ 2011年）
- 4月19日 - 藤田幸久、政治家
- 4月19日 - 石川政雄、プロ野球選手
- 4月21日 - 矢野俊一、元プロ野球選手
- 4月21日 - 芝博一、政治家
- 4月23日 - 杉山茂、元プロ野球選手
- 4月25日 - 五代目 坂東玉三郎、歌舞伎役者
- 4月27日 - 水谷則博、元プロ野球選手（+ 2001年）
- 4月29日 - 米原万里、ロシア語同時通訳、エッセイスト、ノンフィクション作家、小説家（+2006年）

### 5月
- 5月2日 - 永尾泰憲、元プロ野球選手
- 5月3日 - 米谷延夫、プロ野球選手
- 5月6日 - 中野良子、女優
- 5月8日 - 岡田勝、俳優、殺陣師、アクションコーディネイター
- 5月8日 - 島田一の介、喜劇俳優
- 5月10日 - 赤坂光昭、プロ野球選手
- 5月11日 - 横尾三郎、俳優、声優
- 5月12日 - 前田四郎、プロ野球選手
- 5月13日 - 長崎慶一、元プロ野球選手
- 5月15日 - 山口高志、元プロ野球選手
- 5月15日 - 川口孝秀、プロ野球選手
- 5月17日 - 土肥健二、元プロ野球選手
- 5月18日 - 東尾修、元プロ野球選手・プロ野球監督、野球解説者
- 5月20日 - 魏京生、中国民主化運動活動家
- 5月25日 - 中礼政博、プロ野球選手
- 5月26日 - 小林高行、東武宇都宮百貨店社長
- 5月28日 - 中沢新一、宗教学者
- 5月28日 - 内藤洋子、女優
- 5月28日 - 宮内淳、俳優 (+ 2020年[18])

### 6月
- 6月2日 - 島野修、元プロ野球選手（+ 2010年）
- 6月2日 - 三好真一、プロ野球選手（+ 1989年）
- 6月4日 - 庄司陽子、漫画家
- 6月6日 - 渡部司、元プロ野球選手
- 6月8日 - 坂本多加雄、政治学者（+ 2002年）
- 6月9日 - かしわ哲、歌手、シンガーソングライター（5代目うたのおにいさん）
- 6月10日 - 中川正春、政治家
- 6月13日 - 石川清、政治家
- 6月14日 - 上田容三、プロ野球選手
- 6月15日 - 細川たかし、歌手
- 6月15日 - 村上義則、元プロ野球選手
- 6月17日 - 緒方修、プロ野球選手
- 6月22日 - 池田幸博、プロ野球選手
- 6月23日 - 我喜屋優、高校野球指導者
- 6月24日 - 西浦秋夫、プロ野球選手
- 6月24日 - 大島郁将、プロ野球選手
- 6月25日 - 工藤正司、政治家
- 6月26日 - 松井優典、元プロ野球選手
- 6月26日 - 青木裕子、元NHKアナウンサー
- 6月27日 - 久保俊巳、プロ野球選手
- 6月30日 - 岩崎透、実業家

### 7月
- 7月2日 - 鍵谷康司、元プロ野球選手
- 7月2日 - 松村恵司、考古学者
- 7月4日 - 竹田和史、元プロ野球選手
- 7月4日 - 清水透、元プロ野球選手
- 7月4日 - 吉村健二、プロ野球選手
- 7月9日 - 阪田隆、元プロ野球選手
- 7月12日 - 桂才賀 (7代目)、落語家
- 7月13日 - 古東哲明、哲学者
- 7月13日 - 河村和茂、プロ野球選手
- 7月15日 - 萩野友康、野球選手
- 7月17日 - 新井良夫、元プロ野球選手
- 7月18日-矢作俊彦、小説家、漫画原作者
- 7月20日 - 松村彰士、プロ野球選手
- 7月22日 - 大久保一久、ミュージシャン、フォークシンガー、薬剤師 (+ 2021年[19])
- 7月25日 - 山田敏彦、元プロ野球選手
- 7月26日 - 萩原健一、俳優（+ 2019年[20]）
- 7月26日 - 若林義春、政治家
- 7月26日 - 林忠行、国際政治学者
- 7月26日 - 宮本好宣、元プロ野球選手
- 7月27日 - 有沢賢持、元プロ野球選手
- 7月29日 - 木村進、お笑い芸人（+ 2019年）
- 7月31日 - 中村美律子、演歌歌手
- 7月31日 - 長沢ヒロ、ミュージシャン

### 8月
- 8月2日 - 久夛良木健、技術者
- 8月9日 - 池上彰、ジャーナリスト
- 8月9日 - 市原明、プロ野球選手
- 8月11日 - 奥江英幸、元プロ野球選手
- 8月12日 - 姜尚中、政治学者
- 8月17日 - 西島三重子、シンガーソングライター
- 8月17日 - 瀬戸和則、プロ野球選手（+ 2013年）
- 8月18日 - 夏目房之介、元漫画家・漫画批評家
- 8月24日 - 久野綾希子、ミュージカル女優
- 8月24日 - 根岸吉太郎、映画監督
- 8月26日 - いがらしゆみこ、漫画家
- 8月29日 - 八代亜紀、歌手（+ 2023年）
- 8月29日 - 高橋明、元プロ野球選手

### 9月
- 9月3日 - 問矢福雄、プロ野球選手
- 9月6日 - 市毛良枝、女優
- 9月6日 - 飯田敏光、プロ野球選手
- 9月8日 - 有賀徹、医師
- 9月8日 - 小林浩二、プロ野球選手
- 9月8日 - 龍田直樹、声優
- 9月8日 - 長谷川勉、元プロ野球選手
- 9月12日 - 中原勇、元プロ野球選手
- 9月13日 - 小山田健一、元プロ野球選手（+ 2001年）
- 9月14日 - 森山正義、元プロ野球選手
- 9月17日 - 若生正廣、高校野球指導者
- 9月18日 - 中村卓史、宇宙物理学者
- 9月19日 - 佐藤龍一郎、プロ野球選手
- 9月20日 - すがやみつる、漫画家
- 9月21日 - 川島令三、鉄道アナリスト
- 9月22日 - 佐藤敬次、プロ野球選手
- 9月25日 - 井上幸信、プロ野球選手
- 9月25日 - 木内みどり、女優（+ 2019年[21]）
- 9月26日 - たちはらるい、歌手
- 9月26日 - 菊容子、女優（+ 1975年）
- 9月28日 - 内藤やす子、歌手
- 9月29日 - 西田隆広、元プロ野球選手
- 9月30日 - 内田樹、フランス文学者

### 10月
- 10月3日 - 小林国男、元プロ野球選手
- 10月5日 - 辺見マリ、歌手・タレント・女優
- 10月6日 - 伊藤多喜雄、民謡歌手、作曲家
- 10月8日 - 谷山高明、プロ野球選手
- 10月9日 - 最上敏樹、法学者
- 10月9日 - 小西良幸、ファッションデザイナー
- 10月12日 - 鹿賀丈史、俳優
- 10月13日 - 大和田獏、俳優
- 10月13日 - 佐藤良明、英文学者
- 10月14日 - 五代目中村歌六、歌舞伎役者
- 10月14日 - 藤目功治、プロ野球選手
- 10月15日 - 松沢哲郎、霊長類学者
- 10月15日 - 清水國明、タレント・歌手・冒険家
- 10月16日 - 大島康徳、プロ野球選手（+ 2021年）
- 10月16日 - 若一光司、作家、画家、コメンテーター
- 10月19日 - 益川満育、元プロ野球選手
- 10月20日 - 白柳和吉、プロ野球選手
- 10月21日 - 古川益三、漫画家、株式会社まんだらけ代表取締役社長
- 10月28日 - 田中勝人、統計学者
- 10月30日 - 前田恵一、宇宙物理学者
- 10月30日 - 夏夕介、俳優（+ 2011年）
- 10月31日 - 中村益章、プロ野球選手（+ 2007年）

### 11月
- 11月1日 - 越阪部豊、プロ野球選手
- 11月2日 - 星野好男、元アイスホッケー選手
- 11月9日 - 梅沢富美男、俳優・歌手
- 11月10日 - 橋本勉、プロ野球選手
- 11月11日 - 藤田康夫、野球選手
- 11月12日 - 田中秀幸、俳優、声優
- 11月12日 - 由美かおる、女優
- 11月14日 - 楠橋高幸、プロ野球選手
- 11月15日 - 乗替寿好、元プロ野球選手
- 11月15日 - 遠藤ミチロウ、ロックミュージシャン (+2019年)
- 11月16日 - 来生たかお、作曲家
- 11月16日 - 舞野健司、プロ野球選手
- 11月19日 - 大出彰、政治家
- 11月21日 - 平出隆、詩人
- 11月21日 - 井本隆、元プロ野球選手（+ 2015年）
- 11月24日 - 永岡洋治、衆議院議員（+2005年）
- 11月26日 - 半田実、プロ野球選手
- 11月27日 - 真木ひでと、歌手
- 11月28日 - 大口広司、ドラマー、俳優 （+2009年）

### 12月
- 12月3日 - イルカ、フォークシンガー、絵本作家
- 12月5日 - 滝田栄、俳優
- 12月6日 - 久石譲、作曲家
- 12月6日 - 松屋健治、プロ野球選手
- 12月7日 - 岡千秋、作曲家、歌手
- 12月8日 - 古谷松雄、政治家
- 12月9日 - 綾小路きみまろ、漫談家
- 12月9日 - 井上夢人、小説家
- 12月10日 - 我修院達也、俳優、タレント
- 12月12日 - 大室勝美、元プロ野球選手
- 12月13日 - 石山一秀、元プロ野球選手
- 12月16日 - ホーン・ユキ、元アイドル、女優
- 12月16日 - 前田亨、プロ野球選手
- 12月16日 - 川野雄一、プロ野球選手
- 12月18日 - 佐藤政夫、元プロ野球選手
- 12月21日 - 神田正輝、俳優、タレント
- 12月22日 - 楠城徹、元プロ野球選手
- 12月24日 - 生島ヒロシ、元TBSアナウンサー
- 12月24日 - 伊藤銀次、ミュージシャン
- 12月24日 - 永岡洋治、衆議院議員（+2005年）
- 12月27日 - 楠岡英雄、医師、医学者
- 12月27日 - 柴田正敏、政治家
- 12月27日 - 奈美悦子、タレント
- 12月27日 - 福士敬章、元プロ野球選手（+ 2005年）

### 月日不明
- 中村秀一、経済学者
- 西村修平、政治活動家
- 米本和広、ルポライター
- 雑賀陽平、漫画家　（+ 2005年）
- 船瀬俊介、ジャーナリスト、評論家

## 死去
- 1月1日 - 細野長良、裁判官・最後の大審院院長（*  1883年）
- 1月17日 - 波多野精一、哲学者（*  1877年）
- 1月19日 - 秋山定輔、政治家・実業家（*  1868年）
- 1月29日 - 北二郎、政治家（*  1918年）
- 1月30日 - 田辺治通、逓信官僚・政治家（*  1878年）
- 2月7日 - 井上正夫、俳優（*  1881年）
- 2月23日 - 野上豊一郎、英文学者（*  1883年）
- 3月11日 - 川村吾蔵、彫刻家（*  1884年）
- 3月14日 - 伊東里き、日本人の北アメリカへの移住に尽力（*  1865年）
- 3月14日 - 吉本せい、吉本興業創業者（*  1889年）
- 4月11日 - 嶋田的浦、俳人（*  1893年）
- 4月15日 - 木村荘太、作家・翻訳家（*  1889年）
- 5月8日 - 相馬御風、詩人・歌人（*  1883年）
- 5月10日 - 喜多文子、囲碁棋士（*  1875年）
- 5月30日 - 三遊亭歌笑、落語家（*  1917年）
- 6月9日 - 出羽ヶ嶽文治郎、大相撲の力士（*  1902年）
- 6月24日 - 松方幸次郎、実業家・川崎造船所初代社長（*  1866年）
- 7月14日 - 三淵忠彦、初代最高裁判所長官（*  1880年）
- 7月22日 - 笑福亭松鶴 (5代目)、落語家（*  1884年）
- 7月23日 - 東郷茂徳、日本の外務大臣（*  1882年）
- 8月6日 - 鏡岩善四郎、大相撲の力士（*  1902年）
- 8月22日 - 千石興太郎、政治家（*  1874年）
- 9月22日 - 藤原咲平、気象学者（*  1884年）
- 10月9日 - 池田成彬、大蔵大臣・第14代日本銀行総裁（*  1867年）
- 10月24日 - ピストン堀口、プロボクサー（*  1914年）
- 11月3日 - 小磯國昭、日本陸軍の軍人・第41代内閣総理大臣（*  1880年）
- 11月4日 - 石渡荘太郎、政治家（*  1891年）
- 11月9日 - 白柳秀湖、社会評論家・歴史家（*  1884年）
- 12月11日 - 長岡半太郎、物理学者（*  1865年）